# Cyttarops alecto
Cyttarops alecto es una especie de murciélago de la familia Emballonuridae.

## Distribución geográfica
Se encuentra en el norte de Sudamérica distribuidos por Brasil, Costa Rica, Guyana y Nicaragua.